# Ambroise-Marie Carré
Ne doit pas être confondu avec Pierre-Marie Carré.
Pour les personnes ayant le même patronyme, voir Carré (homonymie).
Ambroise-Marie Robert Carré, né le 25 juillet 1908 à Fleury-les-Aubrais (France) et mort le 15 janvier 2004 à Ancourt (France), est un prêtre dominicain français, prédicateur et écrivain spirituel de renom. Il était membre de l'Académie française.

## Biographie
Ambroise-Marie Carré a fait ses études secondaires à l'Institution Notre-Dame de Sainte-Croix de Neuilly. Il est attiré par la Chine et les Missions étrangères, avant d'entrer dans l'Ordre des Prêcheurs en 1926, enthousiasmé par la lecture de Lacordaire, et de recevoir l'ordination sacerdotale en 1933. Il appartient à la Communauté religieuse de La Tour-Maubourg des Dominicains de la Province de Paris. De 1936 à 1939, il est rédacteur en chef de la Revue des Jeunes.
Pendant la Seconde Guerre mondiale il est résistant et contribue à sauver de très nombreuses personnes persécutées sous le gouvernement de Vichy. Il fait partie alors du « club des 22 », le club des résistants composé de 22 personnes dont Pierre Messmer et Roland Dumas. Sa conduite exemplaire lui vaut la Légion d'honneur et la Croix de guerre à la Libération.
De 1947 à 1959, il est aumônier de l’Union catholique du théâtre et de la musique chargée de la paroisse du spectacle, future Aumônerie des artistes (où il côtoie Maurice Chevalier, Madeleine Renaud, Jean-Louis Barrault, Louis de Funès, puis Jean Cocteau, Ionesco, Julien Green, Charles de Gaulle et bien d'autres personnes). Il organise des pèlerinages à Rome avec eux et des Petits frères des pauvres. De 1959 à 1966, il donne les Conférences de Carême à Notre-Dame de Paris.
En 1964, il est appelé par le pape Paul VI à donner les exercices spirituels au Vatican. À partir de 1966, il prêche souvent sur France Culture. Il prêche à Rouen pour la commémoration de la mort de Jeanne d'Arc et donne aussi des conférences, par exemple au Casino de Deauville.
Grand prédicateur et auteur de nombreux ouvrages sur la foi catholique, il est élu membre de l'Académie française, le 26 juin 1975, au fauteuil 37, celui du cardinal Jean Daniélou.
Il avait sur son bureau un gros panneau, de dix centimètres, avec écrit en gros caractères sa devise : « Souviens-toi d’aimer ». Il repose au cimetière du Montparnasse, 9e division.

## Écrits
Le père dominicain Ambroise-Marie fut une figure de la Résistance. Il a été élu à l'Académie française.
L'esprit d'humilité
La foi qui cherche ne peut se passer d'humilité, d'audace, de confiance. Voilà ce que le Seigneur nous propose dans l'enfant (Mt 18, 1-5). Ce qui fait la valeur irremplaçable de « l'esprit d'enfance », qui n'a rien à voir avec l'infantilisme, c'est l'humilité.
Ne l'oublions pas : c'est l'enfant que Jésus a donné en modèle à ses Apôtres qui étaient des hommes, qu'il avait choisis, qui avaient tout quitté pour le suivre et qui allaient devenir les colonnes de l'Église.
L'humilité n'a pas toujours bonne presse car elle est mal comprise. Aujourd'hui, on dit que l'homme humble se déprécie. On nomme l'humilité « complexe d'infériorité » — ou bien l'on prétend qu'elle n'est jamais, qu'elle ne peut pas être sincère.
Mais l'humilité chrétienne, plus originalement chrétienne que les autres vertus, car les philosophes de l'Antiquité l'ignoraient, joue un rôle essentiel. Elle nous situe dans la vérité de la condition humaine qui est dépendance à l'égard du Créateur et dépendance à l'égard du Rédempteur. Nous sommes constamment remis à Dieu, car la création et la rédemption continuent.

## Œuvres et bibliographie
- Œuvres du Père Carré et sur le Site de la Librairie du Cerf.
- Compagnons d’éternité. Le sacrement de mariage, Cerf, 1938.
- L’Imitation de la Vierge Marie. Textes choisis et présentés par Philippe Verdin, o.p., Paris Cerf, 2007, 176 pp., (coll. Épiphanie),  (ISBN 978-2-204-08527-4)
- Souviens-toi d'aimer. Hommage au Père Carré (1908-2004), textes qui furent prononcés à la cathédrale de Paris le 22 janvier 2004 pour ses obsèques, mars 2004, éditions Le Cerf,  (ISBN 2-204-07528-0)
- Cardinal de Richelieu et Ambroise-Marie Carré (Préface), Écrits spirituels, Cerf, coll. « Sagesses chrétiennes », 2002 (ISBN 978-2204069168)
- La sainteté, Cerf, coll. « Épiphanie », 2004 (ISBN 978-2204070447)
- Croire avec vingt personnages de l’Évangile, Cerf, coll. « Épiphanie », 2004 (ISBN 978-2204073196)

## Reconnaissance publique
- Depuis le 1er octobre 2007, il existe une association des amis du Père Carré, ayant pour but de contribuer au rayonnement de l’œuvre du Père Carré ; après avoir été présidée par le frère dominicain Nicolas-Jean Sèd, elle est actuellement animée par le frère dominicain Benoît Vandeputte.
- À la demande de l'Association, et sur proposition de Bertrand Delanoë, maire de Paris, une résolution a été adoptée à l’unanimité lors de la séance du Conseil de Paris des 16 et 17 mai 2011 afin de baptiser "place du Révérend Père Carré" la place située à l’intersection de la rue du Faubourg-Saint-Honoré et de la rue Berryer. Cette place est située dans le 8e arrondissement de Paris, face à l’entrée du couvent dominicain de l’Annonciation, 222 rue du Faubourg-Saint-Honoré.

## Décorations
- Grand officier de la Légion d'honneur
- Croix de guerre avec palmes
- Chevalier de l'ordre des Palmes académiques
- Commandeur de l'ordre des Arts et des Lettres
- Chevalier de l’ordre de Léopold de Belgique

### Médias
- Vidéo INA : Radioscopie de Jacques Chancel
- Vidéo le Jour du Seigneur